# Eragon II. Cartea primului născut
Eragon II. Cartea primului născut (2005) (titlu original Eldest) este al doilea volum din Ciclul Moștenirea scris de Christopher Paolini, și continuarea romanului Eragon. Cartea a fost lansată pe data de 23 august 2005 în limba engleză în ediție cartonată, apoi în ediție broșată în septembrie 2006 și, de asemenea, în format audio și electronic. La fel ca Eragon, Eragon II a ajuns în lista de bestseller din New York Times. Pe 26 septembrie 2006 a fost lansată o ediție specială, care includea informații și ilustrații noi realizate atât de desenatorul original, cât și de autor. Diferitele ediții ale lui Eragon II au fost traduse în alte limbi, printre acestea numărându-se și realizată în limba română de Cezar Octavian Tabarcea (2006).
Eragon II continuă relatarea evenimentele prezentate în primului volum, prezentând aventurile lui Eragon și ale dragonului său, Saphira și concentrându-se asupra călătoriei celor doi în capitala elfilor, unde Eragon își continuă pregătirea ca și Cavaler al dragonului. Ale fire narative îl au în prim plan pe Roran, vărul lui Eragon, care conduce locuitorii din Carvahall spre Surda, și pe Nasuada, care preia rolul tatălui ei. Eragon II se încheie cu bătălia de pe Câmpiile Înflăcărate, unde Eragon întâlnește un nou Cavaler, Murtagh, și dragonul acestuia, Thorn.
Recenziile au subliniat similarități între Eragon II și opere ca Stăpânul inelelor, lăudând unele dintre temele cărții, cum ar fi prietenia și onoarea. Unele dintre aceste recenzii au comentat asupra stilului și al genului cărții Eragon II, în timp ce altele au luat în considerare ecranizarea, la fel ca și în cazul primului volum.

## Intriga

### Expozițiune
Evenimentele din Eragon II încep la trei zile după cele prezentate în romanul precedent, Eragon, în orașul piticilor Tronjheim, construit în inima muntelui Farthen Dûr. Farthen Dûr se află în sud-estul Alagaësiei, continentul fictiv în care se desfășoară acțiunea din Ciclul Moștenirea. Pe parcursul romanului, protagoniștii călătoresc în multe locuri diferite, cum ar fi Ellesméra (orașul capitală al elfilor din pădurea Du Weldenvarden din partea nordică a Alagaësiei), Carvahall (o localitate din nord-est-ul Alagaësiei, în Valea Placanar) și Aberon (capitala Surdei, aflată în partea de sud a Alagaësiei).

### Personajele
Povestea e relatată la persoana a treia prin protagoniștii Eragon, Roran, și Nasuada. Eragon este aproape permanent acompaniat de dragonul său, Saphira. Datorită multelor puncte de vedere, multiple întâmplări au loc în același timp, iar personajele protagoniste nu se întâlnesc prea des. Mai multe personaje din Eragon au revenit, printre care Arya (fecioara elfă), Orik, Ajihad (conducătorul Vardenilor), și Angela (vrăjitoarea), lor alăturându-li-se personaje noi cum sunt Oromis și dragonul Glaedr. Murtagh are o apariție episodică, revenind spre finalul romanului ca antagonist alături cu dragonul său, Thorn. Galbatorix și cei doi Ra'zac își reiau și ei rolurile negative.

### Rezumatul Acțiunii

Coperta primei ediţii americane

Eragon II începe cu momentul în care Ajihad, liderul forțelor rebele ale vardenilor, este prins într-o ambuscadă și ucis, iar despre Murtagh și Gemeni se crede că ar fi murit. La înmormântarea lui Ajihad, fiica sa, Nasuada, este numită conducătoarea vardenilor. Eragon și Saphira decid să călătorească spre Du Weldenvarden pentru a învăța alături de elfi. O dată ajuns, Eragon îi întâlnește pe Oromis și pe dragonul acestuia, Glaedr. Oromis și Glaedr sunt suferinzi și nu se pot lupta cu Galbatorix, fiind obligați să se ascundă de acesta pentru a nu fi prinși. Alături de ei, Eragon și Saphira învață despre logică, teoria magiei și luptă.
Între timp, vărul lui Eragon, Roran, plănuiește să se însoare cu Katrina, fiica măcelarului Sloan. Dar pașnica așezare este atacată de soldații lui Galabatorix, în frunte cu cei doi Ra'zac, creaturile ciudate care îl uciseseră pe tatăl lui Roran, Garrow. Sătenii se luptă cu multă vitejie, dar Ra'zac reușesc în cele din urmă să își facă un aliat în Sloan. Ei o capturează pe Katrina și pleacă împreună cu animalele pe care le călăresc, Lethrdblaka, care le sunt în realitate părinți.
Nasuada conduce vardenii spre Surda, un stat independent alături de care plănuoește să atace Imperiul. Un atentat la viața ei este dejucat cu ajutorul unei fete, Elva. Ajunsă în Surda, Nasuada discută cu guvernul acestei țări despre mobilizarea forțelor de atac și trimiterea unui ajutor către pitici.
Eragon își continuă antrenamentele deranjat continuu de rana de pe spate. Aceasta îi va fi vindecată în timpul unei ceremonii a elfilor, Agaetí Blödhren, care va duce și la transformarea sa într-o ființă pe jumătate-elf, îmbunătățindu-i abilitățile. Aflând că vardenii au plecat la luptă împotriva Imperiului, el își întrerupe antrenamentul și pornește în ajutorul lor.
Dornic să o salveze pe Katrina, Roran ajunge la concluzia că singura variantă pe care o are la dispoziție este de a se alătura vardenilor în Surda, convingându-i consătenii să îl urmeze. Din Narda, ei călătoresc spre Tierm, unde Roran îl întâlnește pe Jeod, prietenul lui Brom, care îi povestește despre cum a devenit Eragon Cavaler al Dragonilor. Jeod îl ajută apoi să fure o navă cu care călătoresc spre Surda, după ce scapă de urmărirea navelor lui Galbatorix, pe care le atrag într-un vârtej gigantic, numit Ochiul Mistrețului.
Eragon ajunge în tabăra vardenilor, care este atacată de o armată de 100.000 de soldați de-ai lui Galbatorix. Vardenilor li se alătură și un grup de urgali, dar bătălia pare pierdută când un dragon îl ucide pe regele piticilor Hrothgar. Eragon și Saphira încep lupta cu celălalt dragon, descoperind spre marea lor surpriză că acesta este condus de Murtagh. Murtagh îi explică lui Eragon că a fost răpit de Galbatorix și obligat să îi jure supunere, primind în schimb un dragon, pe nume Thorn, alături de care s-a antrenat pentru a deveni Cavaler al Dragonului. Murtagh îl învinge pe Eragon, dar îi cruță viața în amintirea vechii lor prietenii, luându-i în schimb sabia. După plecarea lui Murtagh și Thorn și sosirea piticilor și a sătenilor din Carvahall, armata lui Galbatorix este copleșită și se retrage. Roran îi ucide pe cei doi Gemeni lovindu-i cu ciocanul, ceea ce îi va atrage porecla Stronghammer. Bucuros că s-a reîntâlnit cu Roran, Eragon decide să îl ajute să o salveze pe Katrina de la creaturile Ra'zac ascunse în Dras-Leona.

### Capitolele cărții
| - Rezumatul volumului întâi al trilogiei - Nenorociri îngemănate - Sfatul Fruntașilor - Adevărul iese la lumină - Roran - Vânătorul devine vânat - Făgăduința Saphirei - Recviem - Jurământul de credință - Vrăjitoarea, șarpele și pergamentul - Dansul lui Hrothgar - Ciocan și clește - Riposta - Az Sweldn rak Andûin - Celbedeil - Sclipiri în noapte - Sub cerul întunecat - Sub cerul întunecat - În jos pe râu - Duși de ape - Arya Svit-Kona - Ceris - Răni din trecut - Răni din prezent - Chipul dușamnului | - O săgeată drept în inimă - Dagshelgr - Orașul dintre pini - Regina Islanzadí - Desprins din trecut - Convingerea - Urmări - Exodul - Pe crestele din Tel'naeir - Tainica viață a furnicilor - La umbra copacului Menoa - Piedici peste piedici - Atârnând de un fir de ață - Elva - Trezirea la viață - Pentru ce lupți? - Zoreaua neagră - Originea răului - Imaginea desăvârșirii - Distrugătoarea - Narda - Cade ciocanul - Cade ciocanul - Începutul înțelepciunii - Ouă sfărâmate, cuiburi distruse | - Darul dragonilor - În dumbrava înstelată - Coborârea la țărm - Teirm - Jeod Deșiratul - Un aliat neașteptat - Fuga - Joacă de copil - Amenințarea războiului - Tăișul roșu, tăișul alb - Viziuni de peste tot - Daruri - Burta oceanului - Străbătând Ochiul Mistrețului - Drumul spre Aberon - Câmpiile Înflăcărate - Norii războiului - Nar Garzhvog - Licoarea vrăjitorească - Izbucnește furtuna - Întâlnirea - Primul născut - Moștenirea - Din nou alături - Glosar - Mulțumiri |

## Opinii critice
Eragon II a primit în general recenzii pozitive, deși a avut parte și de critici similare elor pentru Eragon pentru natura sa derivată. School Library Journal este de părere că romanului Eragon II îi lipsește originalitatea, că multe dintre temele sale au la bază opera altor scriitori, dar că va avea parte de o primire călduroasă din partea fanilor. BookBrowse a criticat la rândul său cartea, dar a fost de aceeași părere cu School Library Journal că nimic din cele spuse de recenzori nu va opri copiii să o citească. Entertainment Weekly a catalogat Eragon II drept una dintre cele mai slabe cinci cărți ale anului 2005, numind-o "o lâncezeală de 700 de pagini". The Boston Globe a recenzat negativ cartea, criticând-o pentru punctele sale foarte slabe și pentru "drama care crește până ajunge un fâs". The Christian Science Monitor i-a dat lui Eragon II nota 8, criticând intriga lungită și similaritățile cu Stăpânul inelelor și Dragonriders of Pern, precum și lipsa umorului. Recenzia a fost de părere că personajul secundar Roran a avut cea mai bună parte din carte. SFSignal a recenzat tot negativ romanul, acordându-i doar o stea din cinci, principalul argument fiind ritmul lipsit de vlagă, dar a fost de aceeași părere cu The Christian Science Monitor în a considera că Roran a avut "cea mai bună secvență" din carte.
Au existat însă și recenzii pozitive ale cărții Eragon II. Bookmarks magazine a observat similaritățile dintre roman și alte opere, dar a fost de părere că opera lui Paolini a prezentat sentimente mai profunde ca Eragon. Publishers Weekly a lăudat revelațiile din ultimele pagini, în timp ce Barnes & Noble au apreciat stilul, personajele și temele abordate, cum ar fi prietenia, iertarea, responsabilitatea și onoarea. Eragon II a câștigat în 2006 premiul Quill pentru literatură pentru tineret. Eragon II a fost nominalizat la premiul British pentru literatură de copii, premiul Disney pentru cărțile de aventuri, premiul Colorado Blue Spruce, premiul Young Adult și premiul Wyoming Soaring Eagle.

## Teme
Recenzia Barnes & Noble a lăudat prezența în roman a unor teme precum onoarea, prietenia, responsabilitatea și iertarea, pe care le-a numit teme "fără vârstă". School Library Journal a analizat felul în care personajul Eragon a căutat o definiție a binelui și a răului. O a treia recenzie, deși nu a identificat o temă anume, a consemnat că autorul "a cultivat temele" pentru a face cartea mai interesantă. Altă recenzie a lăudat prezența unor teme ca puterea, familia și maturizarea. Paolini a comentat despre tema vegetarianismului:
„"Unul dintre scopurile mele ca autor a fost să explorez diferitele aspecte ale naturii umane. Ca atare, trebuie să caut înțelegerea motivelor pentru care oamenii acționează așa cum o fac, chiar și când diferă de opiniile mele sau de felul meu de a fi și să prezint aceste motive cât de bine pot. Acțiunile și credințele personajelor mele nu sunt neapărat ale mele."”
Cartea conține, printre alte teme, religia și ateismul, piticii fiind prezentați ca o rasă extrem de religioasă, în timp ce elfii sunt atei, iar Eragon a crescut fără un fundament religios, ci doar cu o grămadă de superstiții.

## Stil literar și gen
Eragon II intră în categoria literaturii pentru tineret și a fanteziei. Recenziile au subliniat în multe cazuri despre lucrurile împrumutate de Eragon II din genul fantasy, unele dintre ele criticând sau lăudând stilul autorului. Los Angeles Times, deși a remarcat că scrisul a dovedit maturizarea față de romanul anterior, a criticat romanul pentru inconsistență și stilul arhaic. O recenzie din Entertainment Weekly a fost nemulțumită de ritmul scăzut al acțiunii, în timp ce The Washington Post a fost de părere că Eragon II trebuia scurtat. O recenzie din The Boston Globe remarca următoarele:
„Pentru limba engleză, el este ca un câine rău pentru lanț: îl deranjează atât de mult, încât face un dezastru în jur.”
Barnes & Noble în schimb cataloghează scriitura ca fiind cursivă, iar Children's Literature a pus accent pe bogăția detaliilor. Kirkus Reviews a comparat romanul cu un amestec de elemente și personaje fantasy care, dincolo de faptul că e derivat, e bine realizat și prinde cititorul.

## Ecranizare
Încă se speculează asupra faptului dacă romanul va fi ecranizat sau nu. Întrebat cu ocazia premierei filmului Eragon despre această posibilă ecranizare, Christopher Paolini a răspuns: "Cred că vom știi după weekendul de deschidere." Weekendului de deschidere nu i-a mai urmat niciun comentariu, dar mulți critici au luat în considerare în recenziile lor posibilitatea ecranizării. Unul dintre ei a declarat că planurile celor de la 20th Century Fox de a ecraniza Eragon II au ratat startul și că "va fi greu să convingă persoanele care nu sunt fani înrăiți să dea o mână de ajutor." Chiar și unii dintre criticii care au recenzat favorabil filmul au fost sceptici cu privire la posibilitatea unei continuări: "Dacă studiourile speră să dea naștere unei francize cu asta, atunci se așteaptă la prea mult."
Regizorul Stefen Fangmeier a declarat într-un interviu:
„Nu știu exact cum stau lucrurile. Cred că ar trebui întâi să așteptăm să vedem ce se întâmplă în a treia carte. L-am întrebat pe Christopher despre asta... dar nu a vrut să îmi dea prea multe detalii. Cred că e foarte important să vedem cu se termină, cu se rezolvă toate. Până nu înțelegi cum arată a treia piesă din puzzle, e greu să abordezi a doua carte; am citit-o, firește, dar e mai mult un element de tranziție. Cred că ar fi mai bine să scrie scenariul pentru al treilea film, iar apoi să revină la al doilea și să creeze cadrul care să se finalizeze în acest al treilea film. Apoi ar trebui filmate împreună a doua și a treia parte, ca o singură producție, cum a fost cazul Piraților din Caraibe."

Asta înseamnă că s-ar putea să mai treacă încă un până când vom avea scenariile pentru aceste două filme și lucrurile vor putea merge mai departe. Nu știu dacă Fox vrea să vadă mai întâi câștigurile din varianta pe DVD, dar știu că au fost relativ mulțumiți de rezultatele la box office pe plan mondial."”
Comentariile lui Fangmeier au fost făcute în martie 2007, înainte de anunțul din octombrie același an că trilogia va fi extinsă la un ciclul de patru cărți. Până în 2012 nu au existat planuri de ecranizare a lui Eragon II, așa încât finalul filmului Eragon a lăsat fanii în suspans.
La o lansare de carte din Easons O'Connell Street care a avut loc în Dublin în 2012, Paolini și-a exprimat dorința pentru o continuare, declarând că "ține pumnii strânși".

## Ediție limitată
Pe 26 septembrie 2006 a fost lansată o ediție "deluxe" a romanului Eragon II, purtând însemnul "Ediție limitată". It was published by Random House. Ediția aceasta conține un fragment din Brisingr, un poster cu Glaedr (care avea să devină coperta cărții Brisingr), istoria Alagaësiei, ilustrații de Christopher Paolini și o listă cu personajele, locurile, obiectele și clanurile piticilor. Ediția a fost lansată și în format electronic.
Eragon II a apărut în patruzeci și una de țări, printre limbile în care a fost tradus romanul numărându-se spaniola, portugheza, și sârba. Printre editorii la nivel mondial se regăsesc Gailivro - pentru traducerile în portugheză și poloneză, și Gramedia Pustaka Utama - pentru traducerile în indoneziană.
Pe 8 iulie 2008 a apărut o ediție omnibus conținând Eragon și Eragon II în care apar manuscrise insolite ale lui Christopher Paolini.